# Fünf Gesänge
Fünf Gesänge (Cinque Canzoni), Op. 104, è un ciclo di canzoni in cinque parti per coro misto a cappella composto da Johannes Brahms dal 1886 al 1888.

## Storia
Composte nel 1888 quando Brahms era uno scapolo di 55 anni, le cinque canzoni riflettono uno stato d'animo intensamente nostalgico e persino tragico. Brahms ha scelto testi incentrati sulla giovinezza perduta, sull'estate che si trasforma in autunno e, infine, sulla mortalità dell'uomo. Sebbene la partitura e le parti stesse non siano così difficili per i cantanti, la natura cupa dei testi, unita a intense melodie e armonie complesse lo rendono un lavoro piuttosto impegnativo per qualsiasi coro.

## Canzoni
Le canzoni sono ambientate per un coro da quattro a sei voci, da SATB a SAATBB.
1. Nachtwache I (Visione notturna I), testo di Friedrich Rückert, si minore, SAATBB, Lentamente
Il pezzo di apertura crea l'atmosfera per i pezzi a venire solo con le sue prime battute inquietanti. La scrittura musicale riflette i fragili battiti di un cuore risvegliato dal soffio d'amore di cui parla il testo. Le dinamiche cambiano rapidamente dal morbido al molto forte, risuonando come il vero respiro del narratore che cerca una risposta al suo amore.
2. Nachtwache II (Visione notturna II), testo di Rückert, mi bem. magg., SAATBB, Solennemente commosso
All'improvviso, l'atmosfera è impostata su un tono più sicuro e rassicurante nella musica così come nel testo. Le ripetute chiamate di "Ruhn sie?" ("Vi riposate?") in tutte e sei le voci è un'imitazione dei corni dei guardiani notturni, che dicono ai loro ascoltatori di spegnere con sicurezza le loro lampade e di lasciarsi avvolgere dalla notte tranquilla. Questa è la più breve delle cinque canzoni, con solo 21 battute.
3. Letztes Glück (L'ultima felicità), testo di Max Kalbeck, fa minore, SAATBB, Abbastanza lento
L'inverno sta arrivando e le foglie morte degli alberi cadono l'una sull'altra: un'immagine meravigliosamente ricreata nella musica con i suoi accordi che cambiano rapidamente, suonando come i respiri di un vento autunnale. Seguono melodie lunghe e tristi in tutte le parti. Il pezzo passa temporaneamente alla modalità principale mentre il narratore sperimenta una sensazione di speranza che la primavera torni rapidamente, ma questo viene rapidamente schiacciato dall'immagine della "rosa selvatica tardiva".
4. Verlorene Jugend (Gioventù perduta, poesia boema), re minore, SATBB, Vivace, ma non troppo veloce
Questa è la canzone più vivace e turbolenta della serie, forse a causa del carattere folcloristico del testo. È chiaramente diviso in due versi, entrambi possono essere divisi in una parte veloce e una lenta. Ancora una volta l'invecchiamento dell'uomo si contrappone alla natura, soprattutto alla fine, quando ci rendiamo conto che mentre un sasso gettato in un ruscello riaffiora sempre (rappresentato da un veloce canone tra il baritono e il soprano), la giovinezza non può mai essere recuperata.
5. Im Herbst (In autunno), testo di Klaus Groth, do minore, SATB, Andante
Sicuramente un punto culminante nella produzione corale di Brahms (e molto agghiacciante in questo), Im Herbst può essere considerata una delle canzoni corali più cupe mai composte. Scritto per quattro parti e facilmente diviso in tre versi, la sua struttura semplice è ingannevole, perché è qui che le emozioni contrastanti delle canzoni precedenti si uniscono per formare un culmine impressionante per questo lavoro. Considerando l'altezza, l'intensità del suono e l'interpretazione generale, Im Herbst è la canzone più difficile delle cinque. Le parti sono ripetutamente intrecciate a piccoli secondi l'una dall'altra, creando un'immagine quasi inquietante dell'inevitabilità dell'autunno stesso dell'uomo, che annuncia la morte. Improvvisamente, nella terza strofa, le voci si alzano e il livello dinamico del pezzo (che è molto silenzioso per tutto il tempo) raggiunge il massimo livello come una lacrima luccica negli occhi di un uomo che sa che la sua vita sarà presto finita, ma quella lacrima è di beatitudine e il lavoro si conclude con un accordo maggiore tranquillo e meditativo.

## Incisioni
- NDR Chor, diretto da Günter Jena – Deutsche Grammophon, 1983
- Monteverdi Choir,  diretto da John Eliot Gardiner – Philips, 1992
- Kammerchor Stuttgart,  diretto da Frieder Bernius – Sony, 1995
- Chamber Choir of Europe,  diretto da Nicol Matt – Brilliant, 2003
- Cappella Amsterdam,  diretto da Daniel Reuss – Harmonia Mundi, 2014